# Nothing Ever Hurt Me (Half as Bad as Losing You)
Nothing Ever Hurt Me (Half as Bad as Losing You) è un album in studio del cantante statunitense George Jones, pubblicato nel 1973.

## Tracce
1. Nothing Ever Hurt Me (Half as Bad as Losing You) – 2:19 (Bobby Braddock)
2. You're Looking at a Happy Man – 2:08 (George Jones, Carmol Taylor)
3. Never Having You – 2:33 (Tom T. Hall)
4. Made for the Blues – 2:36 (Don Gibson)
5. What's Your Mama's Name? – 2:39 (Dallas Frazier, Earl Montgomery)
6. Mom and Dad's Waltz – 2:50 (Lefty Frizzell)
7. You'll Never Grow Old (To Me) – 2:52 (Tammy Wynette, Earl Montgomery)
8. What My Woman Can't Do – 2:35 (Jones, Billy Sherrill, Earl Montgomery)
9. My Loving Wife – 2:46 (Earl Montgomery)
10. Love Lives Again – 2:21 (Carmol Taylor, George Richey, Norris Wilson)
11. Wine (You've Used Me Long Enough) – 2:35 (Jones, Tammy Wynette)